# 劉惠喬
劉惠喬（1541年—？），字應遷，號鳴陽，廣東潮州府潮陽縣民籍，福建鎮海衛人，明朝政治人物。

## 生平
廣東鄉試第十二名舉人。隆慶五年（1571年）中式辛未科三甲第一百七十七名進士。任參政。都察院觀政，六年任浙江鄞县知县，萬曆五年（1577年）升户部主事，九年升员外郎，十年升郎中，同年出任饶州府知府，万历十七年（1589年）正月升四川按察司副使，二十年七月升本省右参政、分巡建昌道，二十一年调用。

## 家族
曾祖劉治；祖父劉孔安；父劉惟謙，母郭氏。慈侍下。